# Cerint
Cerint (Cerinthus, Kérintos, Κήρινθος) fou un filòsof grec del segle i, encara que alguns el situen al segle ii. Era jueu de naixement. Va estudiar a Alexandria i fou considerat un gnòstic. Va viure a l'Àsia Menor on va propagar les seves doctrines. Res se sap sobre la seva mort. Segons Epifani, es va adherir a la secta cristiana sense abandonar l'observança judaica, oposant-se a l'antinomisme que defensava Pau. Una tradició que es remunta a Policarp d'Esmirna explica una trobada casual entre Cerint i Joan l'Apòstol a les termes d'Efes. Ireneu de Lió pensava que Joan va escriure el seu evangeli per demostrar la divinitat de Crist, contra les opinions de Cerint.

## Creences
Algunes de les ensenyances de Cerint:
- Una deïtat menor creà el món físic.
- Jesús l'home i "Crist" l'esperit diví no eren la mateixa persona.
- Justificació per les obres, en particular l'observança cerimonial del judaisme.
- Creia en el regne de mil anys de Crist sobre la terra.

Les creences de Cerint referent a la seva cristologia eren similars a les dels ebionites, però gnòstiques en la seva concepció de la creació. Cerint distingí entre l'home Jesús i el Crist. Va negar el naixement sobrenatural de Jesús, fent-lo fill de Josep i Maria, i distingint-lo de Crist qui baixà sobre ell en el baptisme i el va deixar de nou en la seva crucifixió. També es deia que Cerint va ensenyar que Jesús seria aixecat d'entre els morts al darrer dia, quan tots els homes s'aixecaran amb Ell.
Eusebi de Cesarea comenta referent a ell: "Aquesta és la doctrina que ensenyava (Cerint): que el regne de Crist seria terrenal. I com estimava el cos i era pura carnalitat, imaginava que allà es trobaria en mig d'aquelles satisfaccions que anhelava, las del ventre i les del baix ventre, és a dir, menjar beure i practicar el sexe.
Cerint podria haver estat el suposat receptor de l'Apòcrif de Jaume (còdex I, text 2 dels Manuscrits de Nag Hammadi), malgrat que el nom escrit, és quasi il·legible.

## Cerint i l'Apocalipsi
Alguns Pares de l'Església detractors del llibre Apocalipsi de Sant Joan atribuïen a Cerint la seva autoria, degut principalment a la semblança doctrinal entre les seves ensenyances i l'època del Mil·lenni descrita en el llibre.
- Hipòlit en la seva obra "Contra Caium ";[3] refutava a Caius qui sostenia que l'Apocalipsi de Joan, fou una obra del gnòstic Cerint".

- Els Alogi, una secta de l'any 200 dC., anomenada pel seu rebuig a la doctrina del Logos, negaven l'autenticitat de l'Apocalipsi i assignaven la seva autoria a Cerint.[4]

- Eusebi cita les seves paraules: Però Cerint per mitjà de revelacions que ell afirmà ser escrites per un gran Apòstol falsament imaginava coses meravelloses, afirmant que després de la resurrecció hi hauria un regna terrenal.[5]

- Dionís, bisbe d'Alexandria, deixeble d'Orígenes, no s'oposà al fet que Cerint fos l'escriptor de l'Apocalipsi, i afirmar que: aquesta és la doctrina de Cerint: que hi haurà un regna terrenal de Crist. Ell considerava l'Apocalipsi com l'obra d'un home inspirat però no d'un Apòstol.[6]

Semblança entre l'Apocalipsi i les doctrines i pensaments gnòstics:
- L'ús de l'Alfa i l'Omega (Apocalipsi 21,6), expressió gnòstica.
- L'ús de l'esposa de L'Anyell (Apocalipsi 21,9 i 22,17), equivalent a Sofia (saviesa) l'esposa de Crist dels gnòstics.
- L'ús de la numerologia com llenguatge simbòlic.
- L'ús de l'arbre de la vida, Apocalipsi 22,2.
- L'ús del celibat com a clau per la salvació, Apocalipsi 14,4 (Doctrina mai ensenyada per Jesús i els seus apòstols).

Aquests trets documentals, recolzen que l'autor de l'Apocalipsi era un cristià gnòstic amb influències hel·lenístiques, molt lluny del Joan, jueu, pescador de Galilea i probablement poc versat en temes apocalíptics i gnòstics. A més està el fet que Cerint va viure a l'Àsia Menor, lloc on se situaven les set esglésies esmentades per l'Apocalipsi de Joan.